# جشنة إفريقية
جشنة أفريقية أو أبو فصية أفريقي(الاسم العلمي: Anthus cinnamomeus) (بالإنجليزية: African Pipit)‏ هو طائر صغير من الجواثم ينتمي لفصيلة التمرة وأم عجلان (فصيلة: Motacillidae).